# Earl of Egmont

Wappen der Earls of Egmont

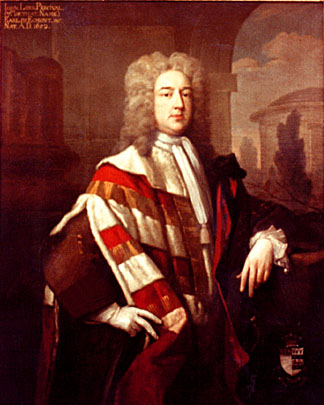
John Perceval, 1. Earl of Egmont

Earl of Egmont war ein erblicher britischer Adelstitel in der Peerage of Ireland.
Die Namensgebung des Earlstitels bezieht sich auf einen Flurnamen bei Churchtown im County Cork, wo die Earls ein Anwesen besaßen. Gleichwohl beanspruchte Familie der Earl auch für sich, vom niederländischen Adelsgeschlecht Egmond abzustammen.

## Verleihung und nachgeordnete Titel
Der Titel wurde am 6. November 1733 für den Unterhausabgeordneten John Perceval, 1. Viscount Perceval geschaffen. Bereits am 21. April 1715 war er zum Baron Perceval, of Burton in the County of Cork, und 25. Februar 1723 zum Viscount Perceval, of Kanturk in the County of Cork, erhoben worden. Zudem hatte er 1691 den Titel 5. Baronet, of Kanturk in the County of Cork, geerbt, der am 9. September 1661 in der Baronetage of Ireland für dessen Großvater John Perceval (1629–1665) geschaffen worden war.
Sein Sohn, der spätere 2. Earl, war Erster Lord der Admiralität und wurde am 7. Mai 1762 zum Baron Lovel and Holland, of Enmore in the County of Somerset. Dieser Titel gehörte zur Peerage of Great Britain und war im Gegensatz zu den irischen Titeln mit einem erblichen Sitz im britischen House of Lords verbunden. Dessen siebter Sohn war der britische Premierminister Spencer Perceval.
Der 6. Earl erbte 1840 auch den am 23. Mai 1770 in der Peerage of Ireland für seine Tante, Catherine Perceval, Countess of Egmont († 1784), die zweite Gattin des 2. Earls, geschaffenen Titel Baron Arden, of Lohort Castle in the County of Cork, sowie den am 28. Juli 1802 in der Peerage of the United Kingdom für deren Sohn, Charles Perceval, 2. Baron Arden (1756–1840), geschaffenen Titel Baron Arden, of Arden in the County of Warwick.
Nachdem der 9. Earl am 10. Januar 1929 ohne Nachkommen gestorben war, ruhte der Titel, da unklar war, wer der nächstberechtigte Erbe war. Der Titel wurde von dessen in Kanada lebendem Cousin dritten Grades Frederick Perceval beansprucht. Dieser starb 1932, bevor das Committee for Privileges and Conduct des House of Lords ihm den Titel 1939 auch formell zusprach, den somit nun dessen Sohn als 11. Earl erhielt.
Beim Tod von dessen Sohn, dem 12. Earl, am 6. November 2011 erloschen das Earldom Egmont und alle nachgeordneten Titel.

## Liste der Earls of Egmont (1733)
- John Perceval, 1. Earl of Egmont (1683–1748)
- John Perceval, 2. Earl of Egmont (1711–1770)
- John Perceval, 3. Earl of Egmont (1738–1822)
- John Perceval, 4. Earl of Egmont (1767–1835)
- Henry Perceval, 5. Earl of Egmont (1796–1841)
- George Perceval, 6. Earl of Egmont (1794–1874)
- Charles Perceval, 7. Earl of Egmont (1845–1897)
- Augustus Perceval, 8. Earl of Egmont (1856–1910)
- Charles Perceval, 9. Earl of Egmont (1858–1929) (Titel ruht 1929)
- Frederick Perceval, de iure 10. Earl of Egmont (1873–1932)
- Frederick Perceval, 11. Earl of Egmont (1914–2001) (Titel bestätigt 1939)
- Thomas Perceval, 12. Earl of Egmont (1934–2011)